# Peter Marcus Koch
Peter Marcus Koch (* 6. August 1813 in Frankfurt am Main; † 1. November 1860 ebenda) war ein Bankier und Politiker der Freien Stadt Frankfurt.

## Leben
Koch lebte als Bankier in Frankfurt am Main und war Teilhaber der Firma Gebr. Bethmann. Er war Verwaltungsrat der Taunus-Eisenbahn und der Frankfurt-Hanauer Eisenbahn-Gesellschaft sowie der Rhein-Nahe Eisenbahn-Gesellschaft. 1860 war er Mitglied der Frankfurter Handelskammer.
Er war von 1855 bis 1857 Mitglied der Ständigen Bürgerrepräsentation der Freien Stadt Frankfurt. 1854 gehörte er auch dem Gesetzgebenden Körper der Freien Stadt Frankfurt an.